# In the Air Tonight
In the Air Tonight is de debuutsingle van Phil Collins uit 1981. Het is afkomstig van zijn eerste album Face Value. De B-kant is The Roof is Leaking. Op 9 januari dat jaar werd het nummer op single uitgebracht.

## Achtergrond
Toen Genesis, de band waarin Collins drumde, even stil lag kwamen de drie overgebleven heren met soloalbums. Tony Banks, een van de grote motoren achter Genesis, kwam met Curious Feeling, Mike Rutherford, de rustige in de band, met Smallcreep's Day; geen van beide werd een groot commercieel succes. Er werd nieuwsgierig uitgekeken naar het eerste soloalbum van Phil Collins, die in de loop van de jaren, na het vertrek van Peter Gabriel een steeds belangrijker rol in Genesis kreeg. Die toename van invloed was vooral hoorbaar bij het album Duke (nummer Behind the Lines) en groeide uit naar Abacab. Daartussen kwam dan het soloalbum Face Value uit. Het album werd een groot succes mede dankzij de eerste single daarvan In the Air Tonight.
Het nummer heeft een onheilspellende klank en gaat over de verwerking van Collins' eerste echtscheiding (er zouden er nog een aantal volgen). Collins was destijds druk met Genesis en Brand X en andere albums waar hij bij betrokken was. Het geheel liep uit op de breuk met Andrea, zijn vrouw. De scheiding ging allesbehalve pijnloos: "If you told me you were drowning, I would not lend a hand" ("Als je mij vertelde dat je verdronk, zou ik geen helpende hand toesteken"). Hoe triest die scheiding en het nummer ook was, de plaat steeg vrijwel direct overal ter wereld de hitlijsten in. Het succes kwam tot stand mede dankzij een uitgekiende videoclip, die op dag één van zender MTV de lucht in ging.
De plaat werd wereldwijd een enorme hit.
In o.a. thuisland het Verenigd Koninkrijk, de Verenigde Staten, Australië, Nieuw-Zeeland, Duitsland, Nederland en België behaalde de single vlot hoge noteringen in de hitlijsten.
In Nederland werd de plaat op maandag 26 januari 1981 door dj Frits Spits en producer Tom Blomberg in het radioprogramma De Avondspits verkozen tot de 128e NOS Steunplaat van de week op Hilversum 3 en werd een gigantische hit in de destijds drie hitlijsten op de nationale publieke popzender. De plaat bereikte de nummer 1-positie in zowel de Nederlandse Top 40 als de TROS Top 50. In de Nationale Hitparade werd de 2e positie bereikt. In de Europese hitlijst op Hilversum 3, de TROS Europarade, werd de 3e positie bereikt.
In België bereikte de plaat de 3e positie in zowel de voorloper van de Vlaamse Ultratop 50 als de Vlaamse Radio 2 Top 30.
De originele single- en 12 inch-versie van "In the Air Tonight" bevat extra drums die onder het nummer spelen tot de kenmerkende drumcrash (door fans de "magic break" genoemd).
De plaat werd in juni 1988 geremixt door Ben Liebrand voor zijn wekelijkse item de Minimix in het populaire Veronica Radio 3 programma op de vrijdagavond; Stenders en Van Inkel. De Remix werd vervolgens meegenomen door Liebrand om deel uit te maken van een mixshowcase tijdens de finales van de Disco Mix Club (DMC) Mix Kampioenschappen in Londen, die werd bijgewoond door meer dan 3500 DJ's. De mix werd opgepikt door Virgin Records voor een officiële heruitgave, die vervolgens de 4e positie bereikte in de UK Singles Chart..
Deze '88 Remix versie werd in Nederland een radiohit op Radio 3 en bereikte de 17e positie in de Nationale Hitparade Top 100 en de 23e positie in de Nederlandse Top 40.
Op 16 juli 2001 kwam er ook een remixversie uit van het nummer genaamd In the Air Tonite, met de Amerikaanse rapster Lil' Kim. In tegenstelling tot de normale versie bevat deze uitgave grof taalgebruik en straattaal. Deze versie werd een bescheiden hit en bereikte in Nederland destijds de 33e positie in de Nederlandse Top 40 op Radio 538 en de 30e positie in de Mega Top 100 op Radio 3FM.
In België bereikte deze versie de 7e positie in de Vlaamse Ultratop 50. De Vlaamse Radio 2 Top 30 werd niet bereikt.
Tijdens The Passion 2023 in Harlingen zongen Sinan Eroglu (Jezus) en Buddy Vedder (Judas) in een duet een Nederlandse versie van dit nummer onder de naam: Vannacht

## Musici
Phil speelde bijna alle muziekinstrumenten zelf, de drummachine, toetsinstrumenten, vocoder en ook nog zang. Een maatje uit Brand X, John Giblin speelde de basgitaar, Darryl Stuermer (invalgitarist bij Genesis) gitaar en Shankar speelde viool. Op de B-kant speelden Collins, Giblin en Joe Partridge (gitarist bij vele bands).

## Hitnoteringen originele versie

### Nederlandse Top 40
| Hitnotering: 21-02-1981 t/m 09-05-1981 | Hitnotering: 21-02-1981 t/m 09-05-1981 | Hitnotering: 21-02-1981 t/m 09-05-1981 | Hitnotering: 21-02-1981 t/m 09-05-1981 | Hitnotering: 21-02-1981 t/m 09-05-1981 | Hitnotering: 21-02-1981 t/m 09-05-1981 | Hitnotering: 21-02-1981 t/m 09-05-1981 | Hitnotering: 21-02-1981 t/m 09-05-1981 | Hitnotering: 21-02-1981 t/m 09-05-1981 | Hitnotering: 21-02-1981 t/m 09-05-1981 | Hitnotering: 21-02-1981 t/m 09-05-1981 | Hitnotering: 21-02-1981 t/m 09-05-1981 | Hitnotering: 21-02-1981 t/m 09-05-1981 | Hitnotering: 21-02-1981 t/m 09-05-1981 |
| Week:                                  | 1                                      | 2                                      | 3                                      | 4                                      | 5                                      | 6                                      | 7                                      | 8                                      | 9                                      | 10                                     | 11                                     | 12                                     |                                        |
| -------------------------------------- | -------------------------------------- | -------------------------------------- | -------------------------------------- | -------------------------------------- | -------------------------------------- | -------------------------------------- | -------------------------------------- | -------------------------------------- | -------------------------------------- | -------------------------------------- | -------------------------------------- | -------------------------------------- | -------------------------------------- |
| Positie:                               | 31                                     | 16                                     | 9                                      | 4                                      | 1                                      | 1                                      | 1                                      | 3                                      | 4                                      | 12                                     | 22                                     | 39                                     | uit                                    |

### Nationale Hitparade
| Hitnotering: 21-02-1981 t/m 23-05-1981 | Hitnotering: 21-02-1981 t/m 23-05-1981 | Hitnotering: 21-02-1981 t/m 23-05-1981 | Hitnotering: 21-02-1981 t/m 23-05-1981 | Hitnotering: 21-02-1981 t/m 23-05-1981 | Hitnotering: 21-02-1981 t/m 23-05-1981 | Hitnotering: 21-02-1981 t/m 23-05-1981 | Hitnotering: 21-02-1981 t/m 23-05-1981 | Hitnotering: 21-02-1981 t/m 23-05-1981 | Hitnotering: 21-02-1981 t/m 23-05-1981 | Hitnotering: 21-02-1981 t/m 23-05-1981 | Hitnotering: 21-02-1981 t/m 23-05-1981 | Hitnotering: 21-02-1981 t/m 23-05-1981 | Hitnotering: 21-02-1981 t/m 23-05-1981 | Hitnotering: 21-02-1981 t/m 23-05-1981 | Hitnotering: 21-02-1981 t/m 23-05-1981 |
| Week:                                  | 1                                      | 2                                      | 3                                      | 4                                      | 5                                      | 6                                      | 7                                      | 8                                      | 9                                      | 10                                     | 11                                     | 12                                     | 13                                     | 14                                     |                                        |
| -------------------------------------- | -------------------------------------- | -------------------------------------- | -------------------------------------- | -------------------------------------- | -------------------------------------- | -------------------------------------- | -------------------------------------- | -------------------------------------- | -------------------------------------- | -------------------------------------- | -------------------------------------- | -------------------------------------- | -------------------------------------- | -------------------------------------- | -------------------------------------- |
| Positie:                               | 42                                     | 3                                      | 4                                      | 2                                      | 3                                      | 4                                      | 3                                      | 4                                      | 6                                      | 9                                      | 18                                     | 22                                     | 33                                     | 48                                     | uit                                    |

### TROS Top 50
Hitnotering: 12-02-1981 t/m 07-05-1981. Hoogste notering: #1 (2 weken).

### TROS Europarade
Hitnotering: 15-03-1981 t/m 05-07-1981. Hoogste notering: #2 (2 weken).

### NPO Radio 2 Top 2000
| Nummer met noteringen in de NPO Radio 2 Top 2000 | '99 | '00 | '01 | '02 | '03 | '04 | '05 | '06 | '07 | '08 | '09 | '10 | '11 | '12 | '13 | '14 | '15 | '16 | '17 | '18 | '19 | '20 | '21 | '22 | '23 | '24 |
| ------------------------------------------------ | --- | --- | --- | --- | --- | --- | --- | --- | --- | --- | --- | --- | --- | --- | --- | --- | --- | --- | --- | --- | --- | --- | --- | --- | --- | --- |
| In the Air Tonight                               | 72  | 127 | 81  | 81  | 56  | 75  | 106 | 102 | 143 | 95  | 109 | 113 | 115 | 102 | 106 | 97  | 87  | 54  | 48  | 41  | 48  | 36  | 37  | 46  | 52  | 45  |

1. ↑  Een vetgedrukt getal geeft de hoogste notering aan.

### Evergreen Top 1000
| Evergreen Top 1000 "In the Air Tonight" | Evergreen Top 1000 "In the Air Tonight" | Evergreen Top 1000 "In the Air Tonight" | Evergreen Top 1000 "In the Air Tonight" | Evergreen Top 1000 "In the Air Tonight" | Evergreen Top 1000 "In the Air Tonight" | Evergreen Top 1000 "In the Air Tonight" | Evergreen Top 1000 "In the Air Tonight" | Evergreen Top 1000 "In the Air Tonight" | Evergreen Top 1000 "In the Air Tonight" | Evergreen Top 1000 "In the Air Tonight" | Evergreen Top 1000 "In the Air Tonight" | Evergreen Top 1000 "In the Air Tonight" | Evergreen Top 1000 "In the Air Tonight" | Evergreen Top 1000 "In the Air Tonight" | Evergreen Top 1000 "In the Air Tonight" | Evergreen Top 1000 "In the Air Tonight" |
| Jaar                                    | 2008                                    | 2009                                    | 2010                                    | 2011                                    | 2012                                    | 2013                                    | 2014                                    | 2015                                    | 2016                                    | 2017                                    | 2018                                    | 2019                                    | 2020                                    | 2021                                    | 2022                                    | 2023                                    |
| --------------------------------------- | --------------------------------------- | --------------------------------------- | --------------------------------------- | --------------------------------------- | --------------------------------------- | --------------------------------------- | --------------------------------------- | --------------------------------------- | --------------------------------------- | --------------------------------------- | --------------------------------------- | --------------------------------------- | --------------------------------------- | --------------------------------------- | --------------------------------------- | --------------------------------------- |
| Positie                                 | -                                       | -                                       | -                                       | -                                       | -                                       | -                                       | -                                       | -                                       | -                                       | 810                                     | 327                                     | 336                                     | 428                                     | 404                                     | 395                                     | 289                                     |

## Hitnotering '88 Remix

### Nederlandse Top 40
| Hitnotering: 22-04-1989 t/m 20-05-1989 | Hitnotering: 22-04-1989 t/m 20-05-1989 | Hitnotering: 22-04-1989 t/m 20-05-1989 | Hitnotering: 22-04-1989 t/m 20-05-1989 | Hitnotering: 22-04-1989 t/m 20-05-1989 | Hitnotering: 22-04-1989 t/m 20-05-1989 | Hitnotering: 22-04-1989 t/m 20-05-1989 |
| Week:                                  | 1                                      | 2                                      | 3                                      | 4                                      | 5                                      |                                        |
| -------------------------------------- | -------------------------------------- | -------------------------------------- | -------------------------------------- | -------------------------------------- | -------------------------------------- | -------------------------------------- |
| Positie:                               | 29                                     | 25                                     | 23                                     | 34                                     | 40                                     | uit                                    |

### Nationale Hitparade Top 100
| Hitnotering: (Week 1 t/m 9) 09-07-1988 t/m 03-09-1988 Hitnotering: (Week 10 t/m 21) 01-04-1989 t/m 17-06-1989 | Hitnotering: (Week 1 t/m 9) 09-07-1988 t/m 03-09-1988 Hitnotering: (Week 10 t/m 21) 01-04-1989 t/m 17-06-1989 | Hitnotering: (Week 1 t/m 9) 09-07-1988 t/m 03-09-1988 Hitnotering: (Week 10 t/m 21) 01-04-1989 t/m 17-06-1989 | Hitnotering: (Week 1 t/m 9) 09-07-1988 t/m 03-09-1988 Hitnotering: (Week 10 t/m 21) 01-04-1989 t/m 17-06-1989 | Hitnotering: (Week 1 t/m 9) 09-07-1988 t/m 03-09-1988 Hitnotering: (Week 10 t/m 21) 01-04-1989 t/m 17-06-1989 | Hitnotering: (Week 1 t/m 9) 09-07-1988 t/m 03-09-1988 Hitnotering: (Week 10 t/m 21) 01-04-1989 t/m 17-06-1989 | Hitnotering: (Week 1 t/m 9) 09-07-1988 t/m 03-09-1988 Hitnotering: (Week 10 t/m 21) 01-04-1989 t/m 17-06-1989 | Hitnotering: (Week 1 t/m 9) 09-07-1988 t/m 03-09-1988 Hitnotering: (Week 10 t/m 21) 01-04-1989 t/m 17-06-1989 | Hitnotering: (Week 1 t/m 9) 09-07-1988 t/m 03-09-1988 Hitnotering: (Week 10 t/m 21) 01-04-1989 t/m 17-06-1989 | Hitnotering: (Week 1 t/m 9) 09-07-1988 t/m 03-09-1988 Hitnotering: (Week 10 t/m 21) 01-04-1989 t/m 17-06-1989 | Hitnotering: (Week 1 t/m 9) 09-07-1988 t/m 03-09-1988 Hitnotering: (Week 10 t/m 21) 01-04-1989 t/m 17-06-1989 | Hitnotering: (Week 1 t/m 9) 09-07-1988 t/m 03-09-1988 Hitnotering: (Week 10 t/m 21) 01-04-1989 t/m 17-06-1989 | Hitnotering: (Week 1 t/m 9) 09-07-1988 t/m 03-09-1988 Hitnotering: (Week 10 t/m 21) 01-04-1989 t/m 17-06-1989 | Hitnotering: (Week 1 t/m 9) 09-07-1988 t/m 03-09-1988 Hitnotering: (Week 10 t/m 21) 01-04-1989 t/m 17-06-1989 | Hitnotering: (Week 1 t/m 9) 09-07-1988 t/m 03-09-1988 Hitnotering: (Week 10 t/m 21) 01-04-1989 t/m 17-06-1989 | Hitnotering: (Week 1 t/m 9) 09-07-1988 t/m 03-09-1988 Hitnotering: (Week 10 t/m 21) 01-04-1989 t/m 17-06-1989 | Hitnotering: (Week 1 t/m 9) 09-07-1988 t/m 03-09-1988 Hitnotering: (Week 10 t/m 21) 01-04-1989 t/m 17-06-1989 | Hitnotering: (Week 1 t/m 9) 09-07-1988 t/m 03-09-1988 Hitnotering: (Week 10 t/m 21) 01-04-1989 t/m 17-06-1989 | Hitnotering: (Week 1 t/m 9) 09-07-1988 t/m 03-09-1988 Hitnotering: (Week 10 t/m 21) 01-04-1989 t/m 17-06-1989 | Hitnotering: (Week 1 t/m 9) 09-07-1988 t/m 03-09-1988 Hitnotering: (Week 10 t/m 21) 01-04-1989 t/m 17-06-1989 | Hitnotering: (Week 1 t/m 9) 09-07-1988 t/m 03-09-1988 Hitnotering: (Week 10 t/m 21) 01-04-1989 t/m 17-06-1989 | Hitnotering: (Week 1 t/m 9) 09-07-1988 t/m 03-09-1988 Hitnotering: (Week 10 t/m 21) 01-04-1989 t/m 17-06-1989 | Hitnotering: (Week 1 t/m 9) 09-07-1988 t/m 03-09-1988 Hitnotering: (Week 10 t/m 21) 01-04-1989 t/m 17-06-1989 | Hitnotering: (Week 1 t/m 9) 09-07-1988 t/m 03-09-1988 Hitnotering: (Week 10 t/m 21) 01-04-1989 t/m 17-06-1989 |
| Week: | 1 | 2 | 3 | 4 | 5 | 6 | 7 | 8 | 9 | | 10 | 11 | 12 | 13 | 14 | 15 | 16 | 17 | 18 | 19 | 20 | 21 | |
| --- | --- | --- | --- | --- | --- | --- | --- | --- | --- | --- | --- | --- | --- | --- | --- | --- | --- | --- | --- | --- | --- | --- | --- |
| Positie: | 91 | 75 | 57 | 53 | 56 | 65 | 70 | 72 | 87 | uit | 80 | 60 | 35 | 21 | 17 | 17 | 22 | 30 | 44 | 53 | 61 | 81 | uit |